# Лі Бардуґо
Лі Бардуґо (англ. Leigh Bardugo; нар. 6 квітня 1974, Єрусалим) — американська письменниця, авторка популярного фентезі-всесвіту «Гриша» (Grishaverse), яке включає трилогію «Тінь і кістка», дилогію «Шістка воронів» (або «Кеттердам») і дилогію «Король шрамів». Її романи перекладено 38 мовами світу та видано у понад 50 країнах.

## Життєпис
Лі Бардуґо народилася в Єрусалимі, Ізраїль, у 1975 році та виросла у Лос-Анджелесі, Каліфорнія, США, де її виховували бабуся і дідусь. Навчалася у Єльському університеті і у 1997 році здобула ступінь з англійської мови. До публікації свого першого роману вона працювала у рекламному бізнесі, займалася копірайтингом та журналістикою, а також візажем та створювала спецефекти. Почала серйозно писати після особистої драми: смерті її батька та важкого розлучення. Ідея її фентезі-всесвіту виникла 2009 році і Бардуґо поставила собі за мету дописати першу книжку до свого 35-річчя.
Бардуґо захоплюється книжками Діани Вінн Джонс, Моріса Сендака, Джорджа Мартіна, Джона Ірвінга та Ніла Геймана, але каже, що саме «Дюна» Френка Герберта змінила її життя.
У розділі подяки до книжки «Шістка воронів» Бардуґо розповідає, що вона має остеонекроз і іноді їй потрібно використовувати тростину; це стало джерелом натхнення для одного з шести героїв історії, майстерного злодія та боса банди Каза Бреккера, який використовує тростину.
Була вокалісткою гурту «Captain Automatic» з 2006 по 2007 роки.
У січні 2022 року Лі Бардуґо одружилася зі своїм партнером, з яким зустрічалася 4 роки.

## Літературна кар'єра
Дебютний роман Бардуґо «Тінь та кістка», перша книга трилогії Гриша, був опублікований у 2012 році у видавництві Macmillan. «Тінь та кістка» була номінована на премію Romantic Times Book Award і на дитячу книжкову премію Південної Кароліни. Роман потрапив на 8 місце в списку бестселерів The New York Times і був обраний для фільму Девідом Хейманом і DreamWorks. Інші книги трилогії, «Облога та штурм» і «Руїна та відновлення», були опубліковані Macmillan у 2013 та 2014 роках відповідно. Бардуго визначає жанр трилогії Гриша як царпанк — фентезі, натхненне Росією початку 19 століття.
Дилогія «Шістка воронів» (книжки «Шістка воронів» та «Королівство шахраїв») була опублікована видавництвом Macmillan у 2015 та 2016 роках. Вона розгортається в тому ж всесвіті, що й трилогія Гриша (тому іноді її спільно називають Гришаверс («Grishaverse»)). «Шістка воронів» була названа видатною книгою New York Times і увійшла у список 100 найкращих книгу у жанрі фентезі всіх часів за версією Time.
Потім Бардуґо написала першу книгу в серії DC Icons, яка є новелізаціями найбільших супергероїв коміксів DC, її «Wonder Woman: Warbringer» видав Penguin Random House у 2017 році.
У 2019 році видавництво Flatiron Books опублікувало перший дорослий роман Бардуґо «Дев'ятий дім». Він отримав нагороду Goodreads Choice Award 2019 за найкращий роман у жанрі фентезі.
Бардуго також має нариси та оповідання в збірках-антологіях, таких як Last Night, A Superhero Saved My Life, Slasher Girls and Monster Boys, and Summer Days and Summer Nights.
З 2016 по 2021 рік вона займала шосте місце серед найпопулярніших авторів на Goodreads.

### Всесвіт Гриша
Трилогія «Гриша»
- Shadow and Bone (2012) — «Тінь та кістка»;
- Siege and Storm (2013) — «Облога та штурм»;
- Ruin and Rising (2014) — «Руїна та відновлення».

Дилогія «Шістка воронів» («Кеттердам»)
- Six of Crows (2015) — «Шістка воронів»;
- Crooked Kingdom (2016) — «Королівство шахраїв»

Дилогія «Король шрамів»
- King of Scars (2019) — «Король шрамів»;
- Rule of Wolves (2021) — «Царство вовків».

Супутні історії
- The Language of Thorns (2017)
- The Lives of Saints (2020)
- Demon in the Wood (2022)

### Інші книжки
- Familiar (2024)

Дилогія Алекс Стерн
- Ninth House (2019) — «Дев'ятий дім» ( видавництво "Vivat")
- Hell Bent (2023) - "Біснуваний" ( видавництво "Vivat")

Comics
- Wonder Woman: Warbringer

Нариси
- «We Are Not Amazons» from Last Night a Superhero Saved My Life anthology (2016)

Короткі історії
- «The Witch of Duva» (2012)
- «The Tailor» (2013)
- «The Too-Clever Fox» (2013)
- «Little Knife» (2014)
- The Demon in the Wood: A Darkling Prequel Story" (2015)
- «Verse Chorus Verse» in Slasher Girls & Monster Boys, edited by April Genevieve Tucholke (2015)
- «Head, Scales, Tongue, and Tail» in Summer Days and Summer Nights, edited by Stephanie Perkins (2016)
- «Ayama and the Thorn Wood» (2017)
- «The Soldier Prince» (2017)
- «When Water Sang Fire» (2017)

## Переклади українською мовою
Трилогія «Гриша»
- Лі Бардуґо (2021). Тінь та кістка. Книга 1. пер. з анг. Єлена Даскал. Харків: КСД. с. 304 стор. ISBN 978-617-12-8873-7. {{cite book}}: Недійсний |nopp=n (довідка)[19]
- Лі Бардуґо (2021). Облога та буря. Книга 2. пер. з анг. Єлена Даскал. Харків: КСД. с. 368 стор. ISBN 978-617-12-9374-8. {{cite book}}: Недійсний |nopp=n (довідка)Обслуговування CS1: Сторінки із проігнорованими помилками ISBN (посилання)[20]
- Лі Бардуґо (2023). Руїна та відновлення Книга 3 / пер. з анг. Єлени Даскал. — Х. : «Клуб сімейного дозвілля», 2022. — 352 с. — ISBN 978-617-12-9801-9.

Дилогія «Шістка воронів» (Кеттердам)
- Лі Бардуґо. Шістка воронів / пер. з анг. Єлена Даскал. — Х. : Віват, 2016. — 542 с. — ISBN 978-617-690-717-6.
- Лі Бардуґо. Королівство шахраїв / пер. з анг. Єлена Даскал. — Х. : Віват, 2018. — 592 с. — ISBN 978-617-690-717-6.

Дилогія «Король шрамів»
- Бардуго, Лі (2022). Король шрамів. Харків: Віват, 2022 р. с. 528. ISBN 978-966-98-2691-6.[21]
- Бардуго, Лі (2024). Царство вовків. Харків: Віват, 2024 р. с. 608. ISBN 978-617-17-0144-1.

Дилогія про Алекс Стерн
- Лі Бардуґо. Дев'ятий Дім / Пер. з анг. Єлена Даскал. — Х. : Віват, 2021. — 528 с. — ISBN 978-966-982-183-6.
- Лі Бардуґо. Біснуватий / пер.з англ. Єлени Дискал. - Х.: Віват, 2024. - 576 с. - (Серія «Художня література) - ISBN 978-966-942-826-4.

## Екранізації
У вересні 2012 року DreamWorks разом з Девідом Гейманом і Джеффрі Кліффордом придбала права на фільм «Тінь і кістка», але цей проект не був реалізований.
У січні 2019 року Netflix замовив восьмисерійний серіал за мотивами серії книг «Тінь і кістка» та «Шістка воронів», який вийшов на екрани у 2021 році під назвою «Тінь та кістка». Бардуґо з'явилася в епізодичній ролі в третьому епізоді серіалу.
Другий сезон серіалу вийде 16 березня 2023 року.
У жовтні 2019 року Amazon Studios оголосила про адаптацію книги «Дев'ятий дім». Бардуґо збирається стати виконавчим продюсером проекту разом з Пуя Шахбазян.